# Valentina Diouf
Valentina Diouf est une joueuse italienne de volley-ball née le 10 janvier 1993 à Milan. Elle mesure 2,02 m et joue au poste d'attaquante. Son père est originaire du Sénégal.

## Clubs successifs
| Club                         | Pays   | De        | À          |
| ---------------------------- | ------ | --------- | ---------- |
| Club Italia                  | Italie | 2008-2009 | 2010-2011  |
| Volley Bergame               | Italie | 2011-2012 | 2013-2014… |
| Unendo Yamamay Busto Arsizio | Italie | 2014-2015 | 2014-2015  |
| Liu Jo Modena                | Italie | 2015-2016 | 2015-2016  |
| Unet Yamamay Busto Arsizio   | Italie | 2016-2017 |            |

## Palmarès

### Équipe nationale
- Championnat d'Europe des moins de 20 ans
  - Vainqueur : 2010.
- Championnat du monde des moins de 20 ans
  - Vainqueur : 2011.

### Clubs
- Supercoupe d'Italie
  - Vainqueur : 2011.
- Coupe d'Italie
  - Finaliste : 2014.